# MN Близнецов
MN Близнецов (лат. MN Geminorum) — двойная затменная переменная звезда типа Алголя (EA) в созвездии Близнецов на расстоянии (вычисленном из значения параллакса) приблизительно 14 989 световых лет (около 4 596 парсек) от Солнца. Видимая звёздная величина звезды — от +17m до +15,3m. Орбитальный период — около 3,7807 суток.
Открыта Куно Хофмейстером в 1968 году.

## Характеристики
Первый компонент — белая звезда спектрального класса A2. Эффективная температура — около 6923 К.
Второй компонент — оранжевый субгигант спектрального класса K3IV.